# Diecezja Dipolog
Diecezja Dipolog, diecezja rzymskokatolicka na Filipinach. Powstała w 1967 z terenu diecezji Zamboanga.

## Lista biskupów
- Felix Sanchez Zafra † (1967-1986)
- Jose Ricare Manguiran (1987-2014)
- Severo Caérmare (od 2014)